# Wilhelm Meissel
Wilhelm Meissel (* 21. Januar 1922 in Wien; † 2012 ebenda) war ein österreichischer Schriftsteller, Verlagslektor und Bibliothekar.
Wilhelm Meissel wurde als Sohn einer Arbeiterfamilie in Wien geboren. Nachdem der Familie das Geld für eine höhere Ausbildung fehlte, absolviere er eine Schriftsetzerlehre. Nach Kriegsdienst und Gefangenschaft wurde er Bibliothekar bei den Wiener Städtischen Büchereien. Ab 1966 war er nebenberuflich als Verleger des Belvedere Verlag tätig. Meissel war Redakteur und Mitherausgeber der Wiener Bücherbriefe, Programmgestalter der Wiener Festwochen im Rahmen der Städtischen Büchereien. Seine schriftstellerische Tätigkeit führte ihn u. a. nach Africa, wo er gemeinsam mit seiner Ehepartnerin, der Schriftstellerin und Bibliothekarin Brigitte Meissel, 1982 in Kenia eine Primary School gründete, die aus den Einkünften der Schriftstellertätigkeiten der Eheleute betrieben wurde. Wilhelm Meissel schrieb auch Hörfunksendungen und Übersetzungen; ebenfalls wirkte er als Herausgeber von Zeitschriften. In seinen Kinder- und Jugendbüchern geht es häufig um Außenseiter und die Überbrückung von kulturellen, sprachlichen und menschlichen Gegensätzen. Er wurde am Baumgartner Friedhof bestattet.